# Martyn Bennett
Martyn Bennett (17. února 1971 – 30. ledna 2005) byl skotský hudebník, který se narodil v St. John's v provincie Newfoundland a Labrador v Kanadě. Měl zásadní vliv na vývoj moderní keltské fúze a míšení tradiční keltské hudby s moderní taneční hudbou.

## Biografie
Na dudy začal hrát v 10 letech a již ve 12 vyhrával dudácké juniorské soutěže po celém Skotsku. V 15 pak začal pak hrát také na housle a klavír a skládat vlastní skladby. Studoval nejprve na City of Edinburgh Music School, poté o roku 1990 také na Royal Scottish Academy of Music and Drama.
V roce 1993, těsně před promocí, se dozvěděl, že trpí rakovinou varlat, což mělo vztah k dusivému a stresujícímu prostředí světa klasické hudby, kde „radost z hudby…byla převážena tlakem, který následoval.“ V roce 1994 začal trávit více času tradiční, folkovou, hudbou. Netrvalo dlouho a začal experimentovat s elektronikou. Účinkoval také na světové premiéře filmu Statečné srdce.
V roce 1996 vydal své první po sobě nazvané album na Eclectic Records. V roce 1998 vydal "Bothy Culture", své nejúspěšnější album. V roce 2000, jen několik měsíců po vysoce hodnoceném vystoupení na Cambridge Folk Festival se dozvěděl o svém onemocnění leukémií.
Jeho poslední album Grit bylo natočeno v průběhu jeho boje s rakovinou a je velkou změnou v jeho tvorbě, protože, jak psal v té době na své webové stránky, byl příliš slabý na to, aby mohl hrát na hudební nástroje, a proto byl zcela odkázán na samply a smyčky, s jejichž pomocí vytvářel hudbu.
Zemřel 30. ledna 2005.

## Diskografie
- 1996 Martyn Bennett
- 1998 Bothy Culture
- 2000 Hardland (s Martinem Lowem)
- 2001 Glen Lyon (se svou matkou, Margaret Bennett, jako vokalistkou)
- 2003 Grit
- 2005 Mackay's Memoirs (kde jsou jeho písně hrány City of Edinburgh Music School)